# Mirosternus subparcus
Mirosternus subparcus är en skalbaggsart som beskrevs av Perkins 1910. Mirosternus subparcus ingår i släktet Mirosternus och familjen trägnagare. Inga underarter finns listade i Catalogue of Life.